# U-868
 U-868  — немецкая подводная лодка типа IXC/40, времён Второй мировой войны. 
Заказ на постройку субмарины был отдан 25 августа 1941 года. Лодка была заложена 11 марта 1943 года на верфи судостроительной компании	АГ Везер, Бремен, под строительным номером 1076, спущена на воду 18 августа 1943 года, 23 декабря 1943 года под командованием капитан-лейтенанта Дитриха Рауха вошла в состав учебной 4-й флотилии. 1 августа 1944 года вошла в состав 2-й флотилии. 1 октября 1944 года вошла в состав 33-й флотилии.
Командиры лодки:
- 23 декабря 1943 года — 21 июля 1944 года капитан-лейтенант Дитрих Раух.
- 22 июля 1944 года — 8 мая 1945 года оберлейтенант Эдуард Турре.

Лодка совершила 2 боевых похода, потопила один военный корабль водоизмещением 672 т. Выведена из эксплуатации 5 мая 1945 года в Бергене, Норвегия. 30 мая 1945 года переведена в шотландский Лох Риэн. Потоплена 30 ноября 1945 года в районе с координатами 55°48′ с. ш. 08°33′ з. д. в рамках операции «Дэдлайт». 